# Patrus Ananias
Patrus Ananias de Sousa (Bocaiuva, 26 de enero de 1952) es un abogado y político brasileño. Fue ministro del Desarrollo Agrario de Brasil, cargo que ya desempeñó durante el segundo mandato de la presidenta Dilma Rousseff. Entre 2004 y 2010 fue ministro de Desarrollo Social y Lucha contra el Hambre con el presidente Lula da Silva.

## Biografía
Su nombre procede del sobrenombre de la familia. El abuelo materno, de origen libanés, tenía el sobrenombre Poltrus, pero cuando llegó a Brasil el servicio de inmigración lo intercambió por Patrus. Se formó en Derecho por la Universidad Federal de Minas Gerais en 1976. Es máster en Derecho Procesal por la Pontificia Universidad Católica de Minas Gerais (PUC Minas) y especialista en Poder Legislativo, también por la PUC Minas. Es doctor en Filosofía, Tecnología y Sociedad por la Universidad Complutense de Madrid. 
Es profesor de la Facultad de Derecho de la Pontificia Universidad Católica de Minas Gerais, donde ingresó en 1979, y preside el Instituto Jacques Maritain. Es también funcionario por concurso público, desde 1982, de la Asamblea Legislativa de Minas Gerais, donde trabaja en la Escuela del Legislativo. Es miembro de la Academia Minera de Letras desde 1996.

## Trayectoria
Inició su vida política en el Centro Académico Afonso Pena (CAAP), entidad de representación de los estudiantes de la Facultad de Derecho de la UFMG, habiendo participado de los movimientos políticos y sociales de los años 1970 que dieron en la fundación del Partido de los Trabajadores. Como abogado sindical y laboral entre 1979 y 1983, defendió a diferentes sindicatos profesionales como periodistas, asistentes sociales, profesores e ingenieros. Mantuvo la conexión con movimientos sociales y asesoró a asociaciones comunitarias, pastorales y movimientos sociales.
Su primer mandato político data de 1988, cuando fue elegido concejal en la Cámara Municipal de Belo Horizonte, por el Partido de los Trabajadores (PT). Entre otros puestos, fue presidente de la Comisión de Legislación y Justicia y relator de la Ley Orgánica del Municipio.
Entre 1997 y 2001, retornó a las actividades docentes y académicas, así como la sus actividades en la Asamblea Legislativa. En la PUC Minas, al corriente de la docencia, actuó en el Departamento Jurídico de Políticas Públicas como investigador. Trabajó, también, coordinando la producción editorial de la Universidad en el área jurídica. Su producción académica comprende el derecho público y la teoría del derecho. Su pensamiento posee fundamentos en la tradición democrático-cristiana, bajo la influencia de Jacques Maritain y Alceu de Amoroso Lima. Entre otros trabajos, publicó "Proceso Constitucional y Debido Proceso Legal" (2000); "Crisis in labour relations in Brazil: solutions sea increasing employment and reducing poverty" (2000); "Formación Humana y Religiosa en las Universidades Confesionales" (2002); "La Cámara de 1826 - Bernardo Pereira de Vasconcelos y la Gênese del Debido Proceso Legislativo en Brasil" (2002); "Política y administración en Bello Horizonte" (1996); "En búsqueda de un proyecto democrático de ciudad" (1997); "Milton Campos y el Derecho al Trabajo"; y "Estado de necesidad y desobediencia civil" (2002).
Fue candidato al gobierno de Minas Gerais en 1998, siempre por el PT. Logró la tercera plaza, detrás de Itamar Franco, expresidente de la República, que quedó primero, y del entonces gobernador, Eduardo Azeredo, en 2° lugar. En 2001, fue elegido presidente del Directorio Provincial del PT.

### Alcalde de Belo Horizonte
En 1992 fue elegido alcalde de Belo Horizonte en la lista de Célio de Castro (PSB) como vicealcalde, derrotando a los exalcaldes Maurício Campos (PFL), en segundo turno, y Sérgio Ferrara (PMDB), además del entonces diputado federal Aécio Neves, que terminaría en tercer lugar. 
Su mandato como alcalde de Belo Horizonte fue marcado por reformas estructurales en la administración municipal, con cambios en la organización del ayuntamiento, en la planificación pública y en la reorientación de las políticas públicas, a emprender una agenda de desarrollo social, con políticas de combate a la pobreza, de seguridad alimentaria, de promoción de empleo y renta, además de inversiones en educación y salud. Implantó, también, el presupuesto participativo. Su administración fue premiada por la ONU como modelo de gestión pública.

### Diputado federal
En 2002, fue elegido diputado federal por el PT, alcanzando más de 520.000 votos. Fue la mayor votación obtenida por un candidato a diputado en Minas Gerais, correspondiendo a 5,4% de los votos válidos. En la Cámara Federal, asumió la vicepresidencia de la Comisión de Constitución y Justicia y se hizo miembro del Consejo de Ética. Participó, también, de las Comisiones de Desarrollo Regional y Desarrollo Urbano e Interior.

### Ministro
En 2004, en un contexto de crisis económica y social que el Gobierno Federal quería combatir, fue invitado por el presidente Lula da Silva para asumir el Ministerio del Desarrollo Social y Combate al Hambre (MDS), cargo en el que permaneció hasta marzo de 2010. Durante su gestión como ministro se puso en marcha el programa Bolsa Familia, programa del gobierno federal para familias en situación de pobreza y extrema pobreza en el que se trabajó con más de 13.000 familias.

### Elecciones al Ayuntamiento de Belo Horizonte
En el inicio de 2010, disputó contra el exalcalde de Belo Horizonte, Fernando Pimentel, las previas del PT para la elección del candidato a gobernador del Estado. Pierde la indicación, pero el 31 de marzo de 2010, deja el MDS para concurrir a las elecciones al cargo de vicegobernador en la lista encabezada por el senador Hélio Costa, ministro de Comunicaciones. El 7 de junio de 2010, oficializa su candidatura a vicegobernador del estado de Minas Gerais. Costa y Ananias serían derrotados en el pleito por el entonces gobernador Antônio Anastasia (PSDB), electo vicegobernador en 2006 en la lista de Aécio Neves, que había dejado el cargo para concurrir al Senado.
En 2012, disputó, nuevamente, como candidato al Ayuntamiento de Belo Horizonte, contra el alcalde en ejercicio, Márcio Lacerda (PSB), saliendo derrotado en la primera vuelta. Obtuvo el 40% de los votos, ante el 54% de su opositor. En aquella ocasión, fue elegido candidato tras la ruptura de la lista PSB-PT, entonces en el mando de la capital minera, que ya estaba sellada, teniendo como candidato a vicealcalde de Márcio Lacerda al diputado federal Miguel Correa Jr., próximo al ministro Fernando Pimentel. Su derrota fue atribuida al poco tiempo para la campaña, la desorganización del PT, y al respaldo del candidato Márcio Lacerda (alcalde con altos índices de aprobación y tradicional aliado del PT) en la disputa electoral.

## Ministerio del Desarrollo Agrario
En 29 de diciembre de 2014 fue anunciado oficialmente como el nuevo ministro del Desarrollo Agrario del Segundo Gabinete Dilma Rousseff. En 14 de abril de 2016, dejó el ministerio en función de la votación del Proceso de destitución de Dilma Rousseff. Fue reconducido al cargo en 19 de abril.